# West End (Nowy Jork)
West End – jednostka osadnicza w Stanach Zjednoczonych, w stanie Nowy Jork, w hrabstwie Otsego.